# Theobald von Bethsan
Theobald von Bethsan (auch Thibaut de Bessan; † nach 1315) war ein Titularherr von Bethsan und Ritter im Königreich Zypern.
Er war der älteste Sohn des Walter von Bethsan († 1315), Titularherr von Bethsan, aus dem französischen Adelsgeschlecht Béthune aus dessen erster Ehe mit Marguerite Babin. Die Stadt und Herrschaft Bethsan war allerdings seit 1183 muslimisch besetzt und in der Folgezeit gelang es den Kreuzfahrern nicht, die Herrschaft zurückzuerobern, auch wenn sie die Stadt 1264 plünderten. Nach dem Fall von Tripolis 1289 lebte er auf Zypern.
In erster Ehe heiratete er Nicole († 1300), Tochter des Balian von Ibelin, Herr von Arsuf. In zweiter Ehe heiratete er Alix, Tochter des Simon von Montolif († 1291), Marschall von Zypern, der bei der Belagerung von Akkon gefallen war. Er hinterließ keine Kinder.